# Ragnar Lodbrok
Ragnar Lodbrok (Regner Lothbrog, latinisiert Regnerus, altnordisch Ragnarr Loðbrók) war ein Wikinger und König in Dänemark, der im frühen 9. Jahrhundert gelebt haben soll. Er ist ein Held in der nordischen Vorzeitsagaliteratur (fornaldarsaga) und soll unter anderem Vater von Sigurd, Björn, Hálfdan, Ivar und Ubba Ragnarsson gewesen sein. Die historische Existenz Ragnars ist in der Forschung jedoch umstritten.

## Der historische Ragnar
Über den historischen Ragnar Lodbrok sind nur wenige Fakten bekannt; bereits seine Existenz ist nicht gesichert. Eventuell handelte es sich bei Ragnar und Lodbrok sogar um zwei verschiedene Personen, die in der späteren Überlieferung vermischt wurden.
Historisch gesichert für die in Frage kommende Zeit, die erste Hälfte des 9. Jahrhunderts, ist ein Wikingerführer, der 845 Paris im Westfrankenreich überfiel. In fränkischen Quellen wird er namentlich als Reginheri erwähnt. Er wird oft mit Ragnar Lodbrok gleichgesetzt, diese Identifizierung ist in der Forschung allerdings teilweise umstritten. Reginheri dürfte jedoch wahrscheinlich den historischen Kern für die Figur des Ragnar Lodbrok in der späteren nordischen Sagaliteratur darstellen. Versuche, Ragnar mit einem Wikingeranführer gleichzusetzen, der in irischen Annalen erwähnt wird, sind problematischer. Wenn, dann muss dies vor 845 gewesen sein, denn den Annalen von Xanten zufolge verstarb Reginheri kurz nach dem Überfall von 845 und kann somit später nicht mehr in Irland aktiv gewesen sein.
In der Angelsächsischen Chronik und in irischen Annalen tritt Ivar Ragnarsson, angeblich ein Sohn Ragnars, als bedeutender Wikingerführer in Erscheinung. Vater und Sohn erscheinen in der nordischen Sagaliteratur als legendäre Heldengestalten. Allerdings ist es keineswegs sicher, dass Ivar und seine Brüder tatsächlich die Söhne eines historischen Ragnars waren.

## Ragnar in der nordischen Überlieferung

### Überblick

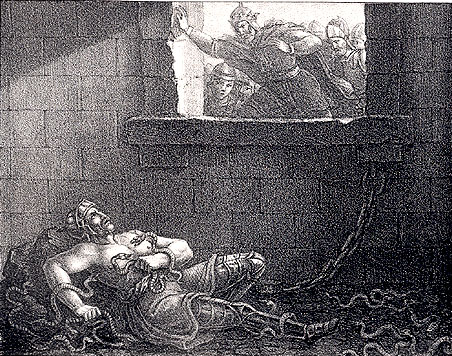
Ragnar Lodbrok in der Schlangengrube. Aus Hugo Hamilton (1830): Teckningar ur Skandinaviens Äldre Historia.

In der isländischen Ragnars saga lodbrokar erscheint Ragnar als Sohn vornehmer Abstammung aus Dänemark. Dort und bei Saxo Grammaticus (Buch 9 der Gesta Danorum) bedeutet der Beiname Lodbrok „Lodenhose“ und bezieht sich auf die Kleidung, die Ragnar beim Kampf mit einer Art Lindwurm angelegt hat, um sich vor den giftigen Bissen zu schützen. Er erschlägt den Lindwurm – bei Saxo zwei riesige Giftschlangen –, wodurch sein Ruhm zunimmt. Er wird schließlich selbst ein mächtiger König in Dänemark. Sowohl bei Saxo als auch in der Saga stirbt Ragnar in der Schlangengrube des northumbrischen Königs Ælle (Elli bzw. Hella).
Rory McTurk hat jedoch darauf hingewiesen, dass der Name Lodbrok sich vielleicht auf eine weibliche Person (Lodbroka) bezog und erst später irrigerweise auch auf einen historischen Ragnar (den oben erwähnten Wikingerführer) bezogen wurde. Ragnar Lodbrok wäre hiernach keine historisch existierende Person, sondern das Ergebnis einer Vermischung unterschiedlicher Erzählungen in der folgenden Überlieferung, was auch viele Widersprüchlichkeiten erklären würde.

### Ragnars Frauen

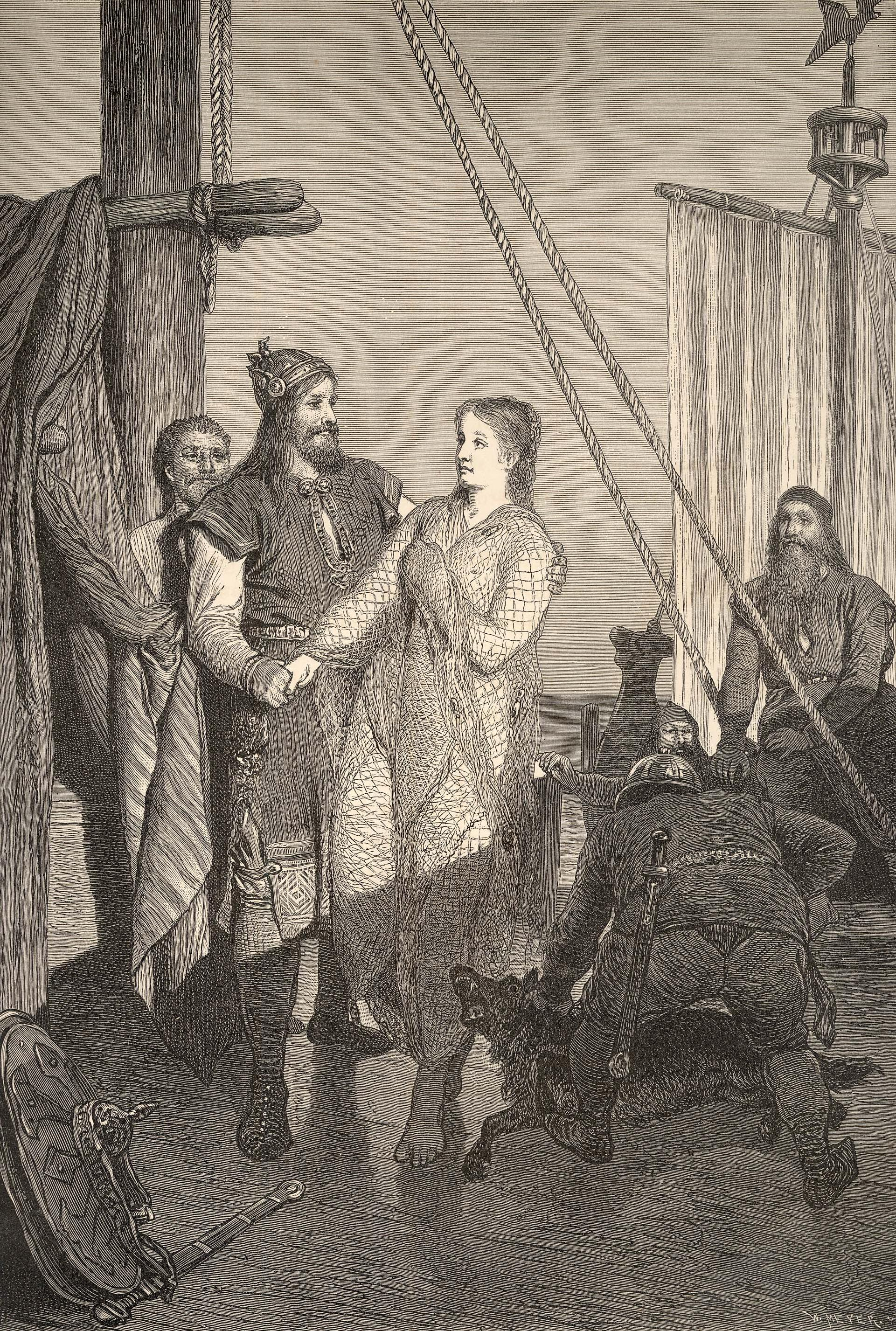
Ragnar empfängt Kraka. Darstellung von August Malmström.

Die Zahl und Namen von Ragnars Frauen unterscheiden sich in der Saga und bei Saxo Grammaticus. Laut Saxo heiratet Ragnar dreimal: zunächst Lathgertha, dann Thora und schließlich Suanlogha. Lathgertha wird in der Saga nicht genannt. Ihre auffälligsten Merkmale sind ihre kriegerischen Fähigkeiten und ihr prächtiges langes Haar. Sie ist Mutter des Sohnes Fridlevus, der keine große Rolle spielt, und zweier Töchter, deren Namen nicht genannt werden. Ragnar verlässt Lathgertha zugunsten von Thora. Ragnars Frau Thora tritt sowohl bei Saxo als auch in der Saga auf. Ihre Darstellung stimmt in beiden Versionen weitestgehend überein.
Suanlogha taucht nur in Saxos Version auf als Ragnars dritte Frau, mit der er nach Lathgertha und Thora verheiratet ist. Sie spielt nur eine geringe Rolle und wird nur zweimal erwähnt. Sie ist bei Saxo die Mutter von Regnaldus, Vithsercus und Ericus, die alle drei auch in der Saga vorkommen. Vielleicht besteht eine Verbindung zwischen Suanlogha und Aslaug, einer weiteren Frau Ragnars, die bei Saxo nicht vorkommt. 
Aslaug mit dem Beinamen Kráka (isländisch „Krähe“) ist in der Ragnarssaga Ragnars zweite Frau nach Thora und die eigentliche Hauptfigur der Ragnarssaga. In der Ragnarssaga wie auch der Völsunga saga ist sie Tochter des Drachentöters Sigurd (Sigurdh) und der Brynhild, wächst aber bei Heimir in Hlindalir auf. Sie wird von Ragnar schwanger und gebiert einen Knaben, der wie die Völsungen das Zeichen eines Lindwurms in den Augen (Schlange im Auge) trägt, weshalb er nach Aslaugs Vater den Namen Sigurd(h) erhält. So wusste jeder, dass Aslaug wirklich Sigurds und Brynhilds Tochter war.

### Ragnars Söhne

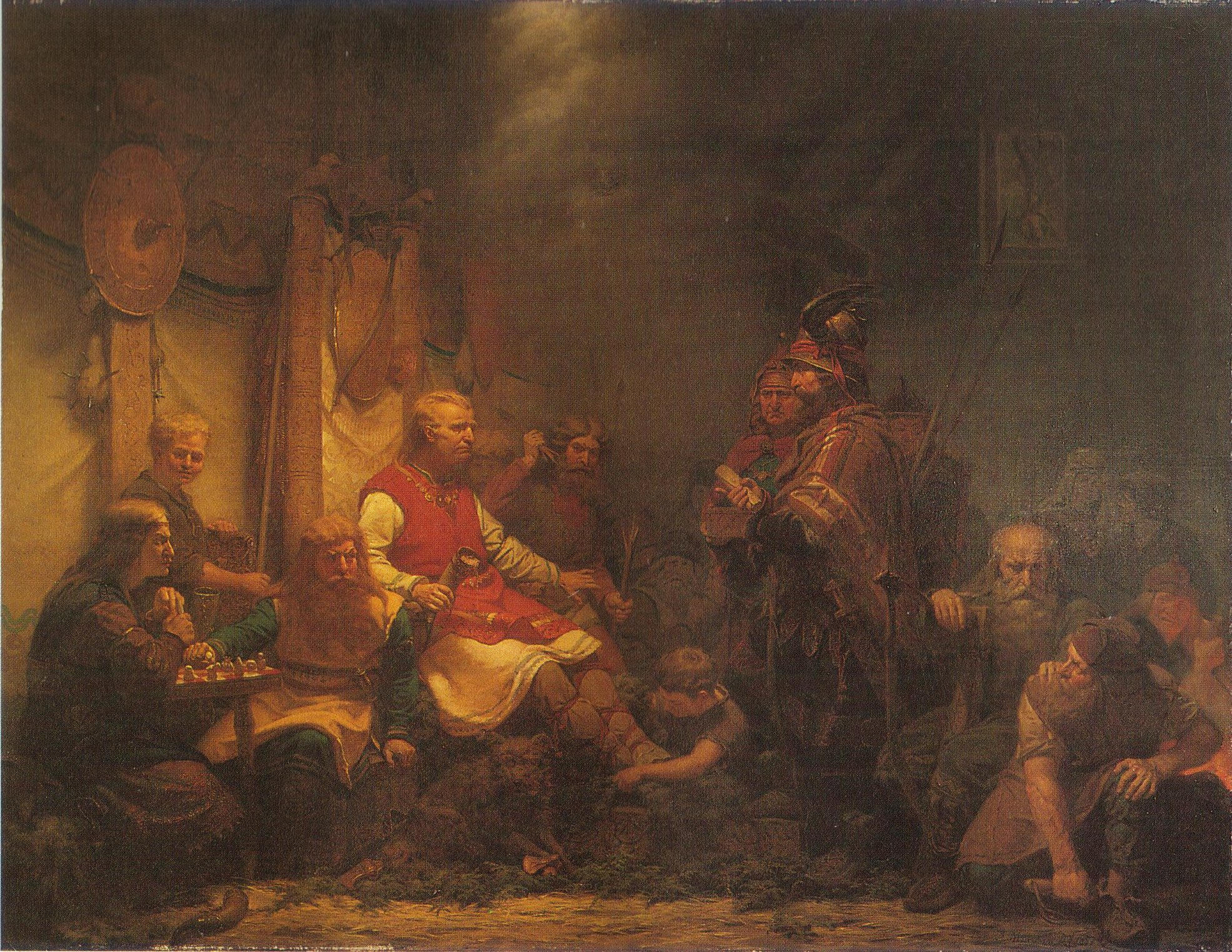
König Ælles Sendboten vor Ragnar Lodbroks Söhnen. Gemälde von August Malmström aus dem Jahre 1857. Öl auf Leinwand, Norrköpings Kunstmuseum

- Eirekr ist in der Saga der Sohn von Thora, bei Saxo der von Suanlogha.
- Björn ist in der Saga der Sohn Lathgerthas oder Aslaugs, bei Saxo der Suanloghas.
- Sigurd Schlangenauge, dessen Beiname fälschlich als eine schlangenförmige Narbe um ein Auge herum interpretiert wurde, gemeint ist damit jedoch, dass er den durchdringenden Blick einer Schlange hatte. Dieser Blick ist ein Kennzeichen der Völsungen, das Sigurd beispielsweise mit Aslaugs Halbschwester Svanhild teilt.
- Ivar wird in der Saga als Sohn von Ragnar und Aslaug erwähnt. Er wird auch beinlauss genannt, „knochenlos“ oder „beinlos“. Rory McTurk weist im Zusammenhang mit Ivars Beinamen darauf hin, dass dieser womöglich falsch interpretiert werde. „Knochenlos“ sei demnach in einigen norwegischen Erzählungen eine Bezeichnung für Wind, sodass damit Ivars Fähigkeiten als Navigator gemeint sein können.[21]
- Hvitserk wurde bei Saxo als Sohn Ragnars bezeichnet. Er herrschte über das Fürstentum Hellespont, wohl am Rigaer Meerbusen. Die Ragnars Saga loðbrókar nennt ihn als einen von vier Söhnen Ragnars und Aslaugs. Er soll nach dem Tod des Vaters über Reidagotland (Jütland) und Wendland (slawisches Gebiet) geherrscht haben.
- Ubba und
- Halfdan werden als weitere Söhne Ragnars erwähnt.

## Adaptation in Medien
Ragnar Lodbrok ist Hauptperson in Edison Marshalls 1951 erschienenem Roman The Viking, der 1958 vom Regisseur Richard Fleischer nach einem Drehbuch von Dale Wasserman und Calder Willingham unter dem Titel The Vikings (deutsch: Die Wikinger) verfilmt wurde. Die Rolle Ragnars wird hier von Ernest Borgnine gespielt. Auch in der kanadisch-irischen Fernsehserie Vikings von 2013 steht der von Travis Fimmel gespielte Ragnar Lodbrok im Mittelpunkt, wobei aber zahlreiche fiktionale Elemente eingearbeitet sind. Die Roman-Trilogie Hammer und Kreuz von Harry Harrison und John Holm beginnt mit Ragnars Hinrichtung in der Schlangengrube.
- Angelsächsische Chronik, Annalen, 9. Jahrhundert.
- Ragnarsdrápa, Skaldengedicht, 9. Jahrhundert.
- Krákumál, schottisches Skaldengedicht, 12. Jahrhundert über Ragnars Tod.
- Saxo Grammaticus: Gesta Danorum, Buch IX, 12. Jahrhundert, in: Paul Herrmann (Hrsg.): Erläuterungen zu den ersten neun Büchern der Dänischen Geschichte des Saxo Grammaticus. Erster Teil, Übersetzung. Verlag von Wilhelm Engelmann, Leipzig 1901 (auf Archive.org).
- Ragnarssona þáttr (Geschichte von Ragnars Söhnen), Isländersaga, 13. Jahrhundert, in: Friedrich Heinrich von der Hagen (Herausgeber, Übersetzer): Ragnar-Lodbroks-Saga und Norna-Gests-Saga. Verlag Joseph Max und Komp., Breslau 1828. Teil 1: Saga von Ragnar Lodbrok und seinen Söhnen. Übersetzung von: Ragnars saga Loðbrókar. (Vorschau in der Google-Buchsuche)
- Ragnars saga loðbrókar (Saga von Ragnar Lodbrok), Isländersaga, 13. Jahrhundert, in: Paul Herrmann, Ulf Diedrichs (Hrsg.): Nordische Nibelungen: die Sagas von den Völsungen, von Ragnar Lodbrok und Hrolf Kraki. Eugen Diederichs Verlag, Köln 1993.
- Assassin’s Creed Valhalla, 2020.